# Церква Святого Василя (Грабовець)
Церква Святого Василя — дерев'яна церква у селі Грабовець Славської ОТГ Стрийського району Львівської області. Разом із дзвіницею має статус пам'ятки архітектури національного значення, охоронний № 1412-М. Парафія церкви належить до Української греко-католицької церкви.

## Історія
Церква у селі Грабовець позначена ще на мапах кінця XVIII ст., приблизно на тому ж місці, де стоїть сучасна церква. Згідно з шематизмами Львівської архієпархії греко-католицької церкви, храм у Грабовці підпорядковувався парафії Богоявлення Господнього в селі Головецько та був присвячений святому Василію. У 1892 році майстер Василь Суранович із Головецька почав будувати нову церкву на місці старої. Будівництво завершилося у 1894 році, про що свідчить напис червоною фарбою на верхньому одвірку західних дверей. З того ж, 1894 року в шематизмах церква фігурувала як церква Різдва Пресвятої Богородиці, тобто, ймовірно, була переосвячена. Однак вже з 1902 року грабовецька церква знову вказується як церква Святого Василя, під такою назвою вона згадується у краєзнавчій літературі. Натомість сучасна її парафія названа на честь Різдва Пресвятої Богородиці.
Кількість парафіян: у 1891 році — 183 особи, у 1900 році — 201 особа, в 1924 році — 263 особи, в 1932 році — 332 особи.
За радянських часів церква не діяла, богослужіння відновилися лише за незалежної України, а в грудні 1991 року зареєстровано парафію церкви. Близько 1997 року церкву відремонтували.

## Опис
Церква стоїть на схилі пагорба, біля сільського цвинтаря у північно-східній частині села. Дерев'яна із тесаний смерекових брусів, тризрубна, триверха, має архаїчне бойківське планування. Основний зруб традиційно більший за розмірами, ніж бічні, його верх має один чотирибічний і два восьмибічні заломи, а верхи бічних зрубів мають по одному чотирибічному і одному восьмибічному залому. Верхи завершуються цибулястими восьмигранними банями, які у своїй нижній частині мають перехвати та широкі коміри, а зверху увінчані цибулястими главками на витягнутих восьмериках, оздоблених хрестами та зірками. Церкву оперізує широке піддашшя на випусках вінців. Вікна прямокутні з трикутними перемичками, розташовані рівномірно. З північного боку до церкви у 1906 році (судячи з напису на надпоріжнику) добудували квадратну у плані ризницю, увінчану комбінованим (восьмерик на четверику) наметовим верхом. У 1911 році майстер Бунецький оббив бляхою бані та стіни над опасанням.
Інтер'єр церкви розкритий у висоту, бабинець сполучається з навою цибулястим арковим вирізом. При західній стороні бабинця розташовані хори.
На південний захід від церкви стоїть дерев'яна дзвіниця, зведена у 1874 році, про що свідчить напис на південних дверях. Дзвіниця квадратна у плані, двоярусна, вкрита восьмигранним наметовим верхом, увінчаним невеличкою цибулястою главкою на високому восьмиграннику. Перший ярус — зрубної конструкції, оточений по периметру двоярусним піддашшям, нижня частина якого лежить на фігурних випусках вінців. Другий ярус дзвіниці — каркасної конструкції, має вигляд відкритої галереї-аркади.

## Галерея

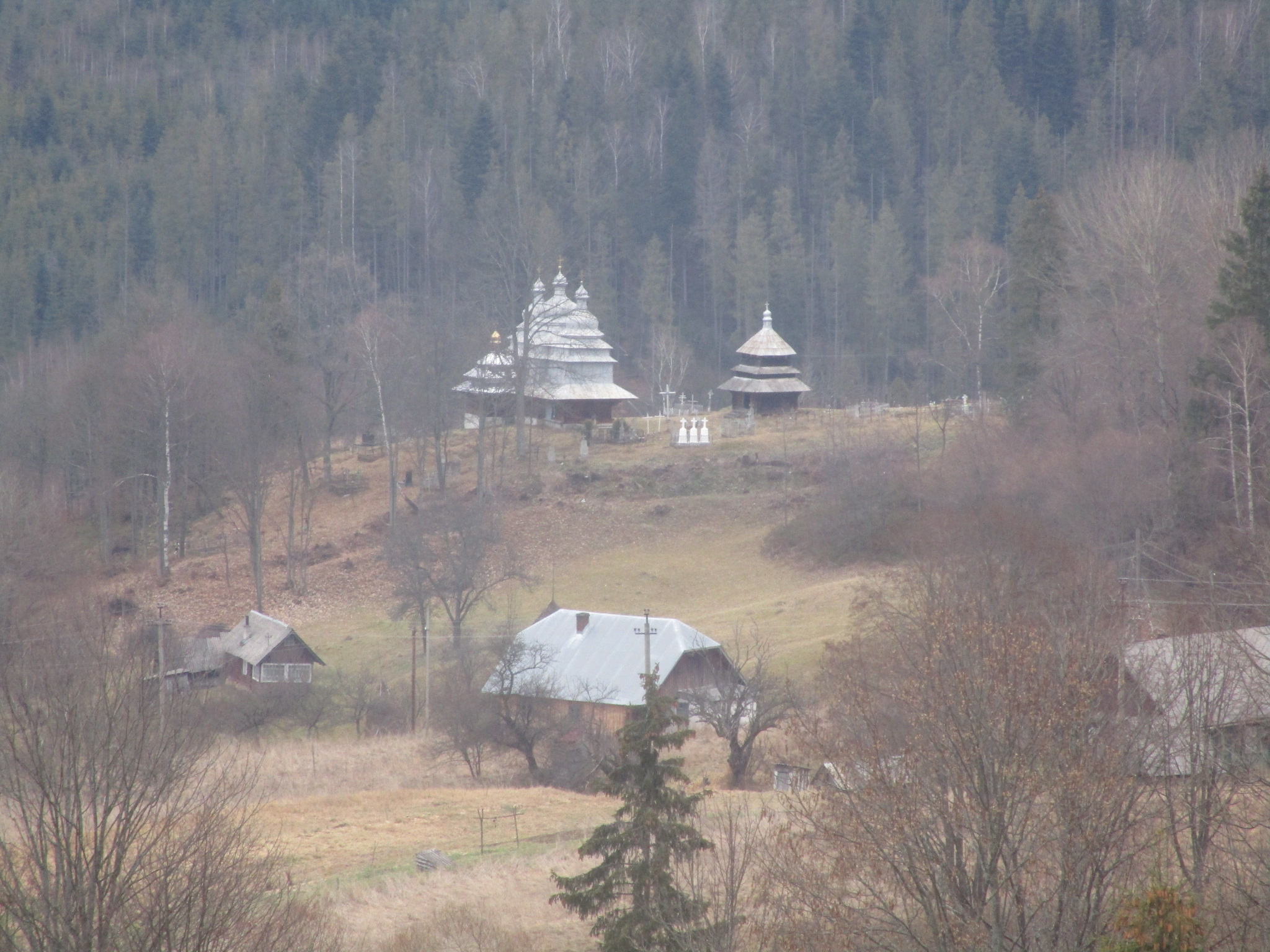
Вид здалеку
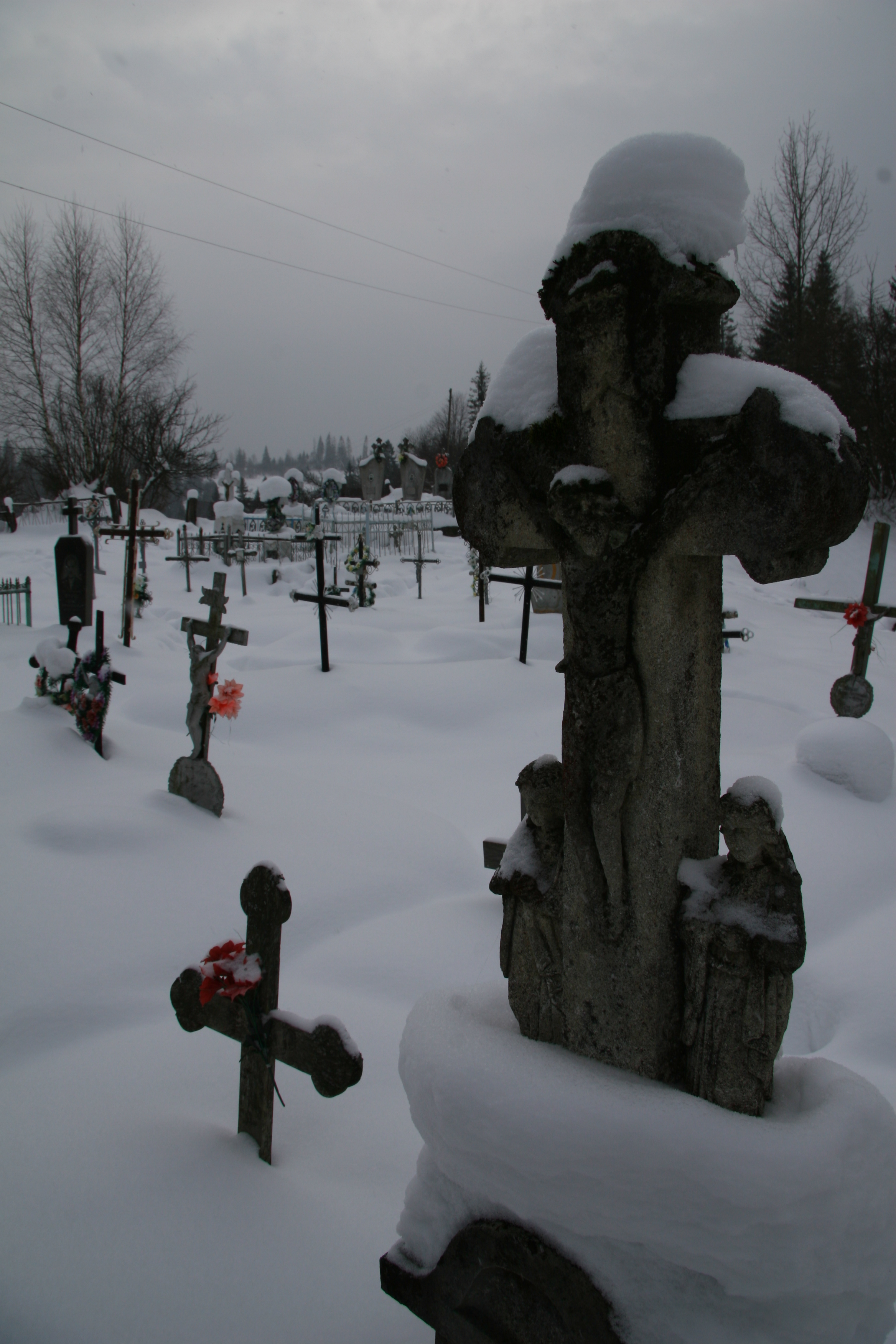
Цвинтар при церкві
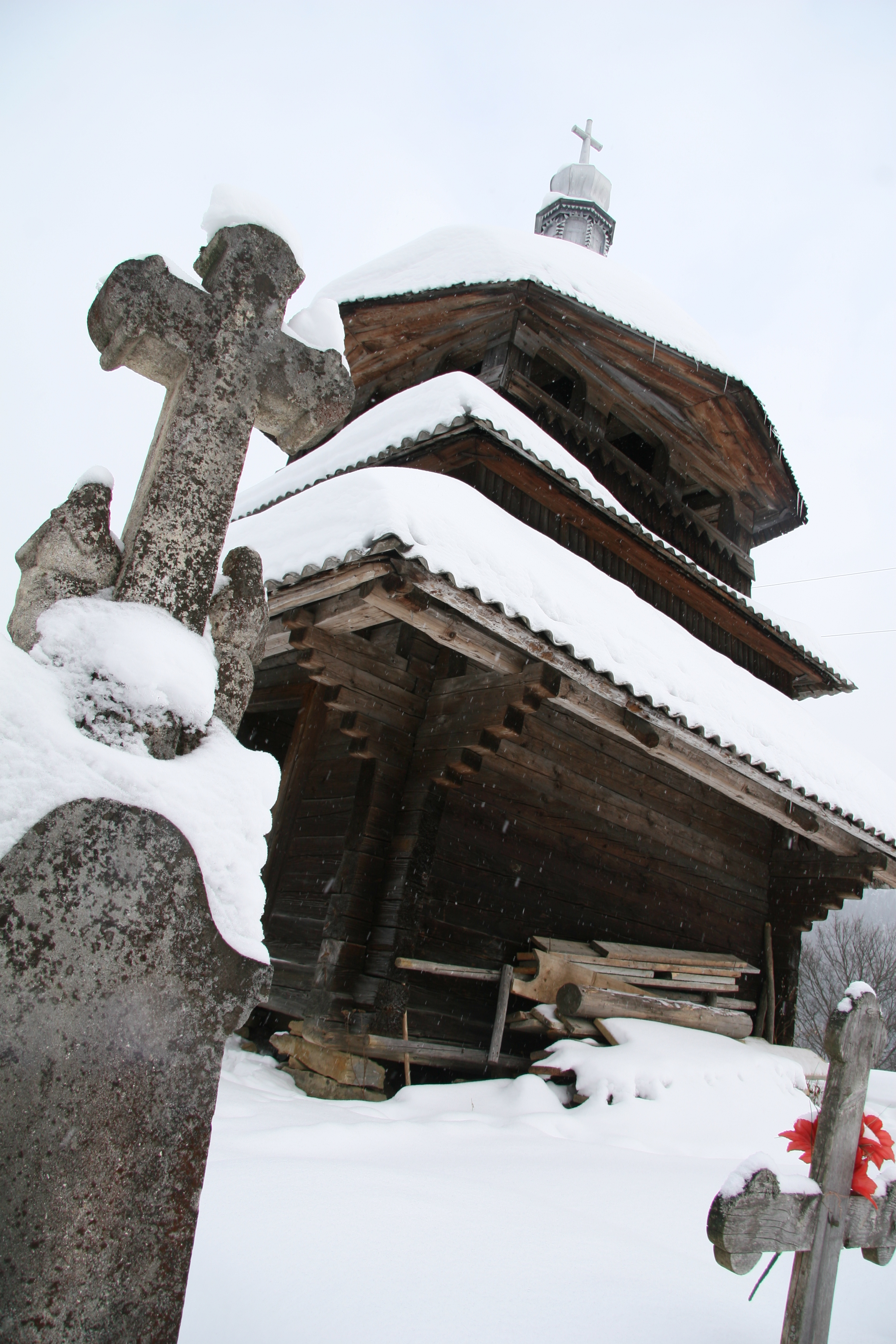
Дзвіниця
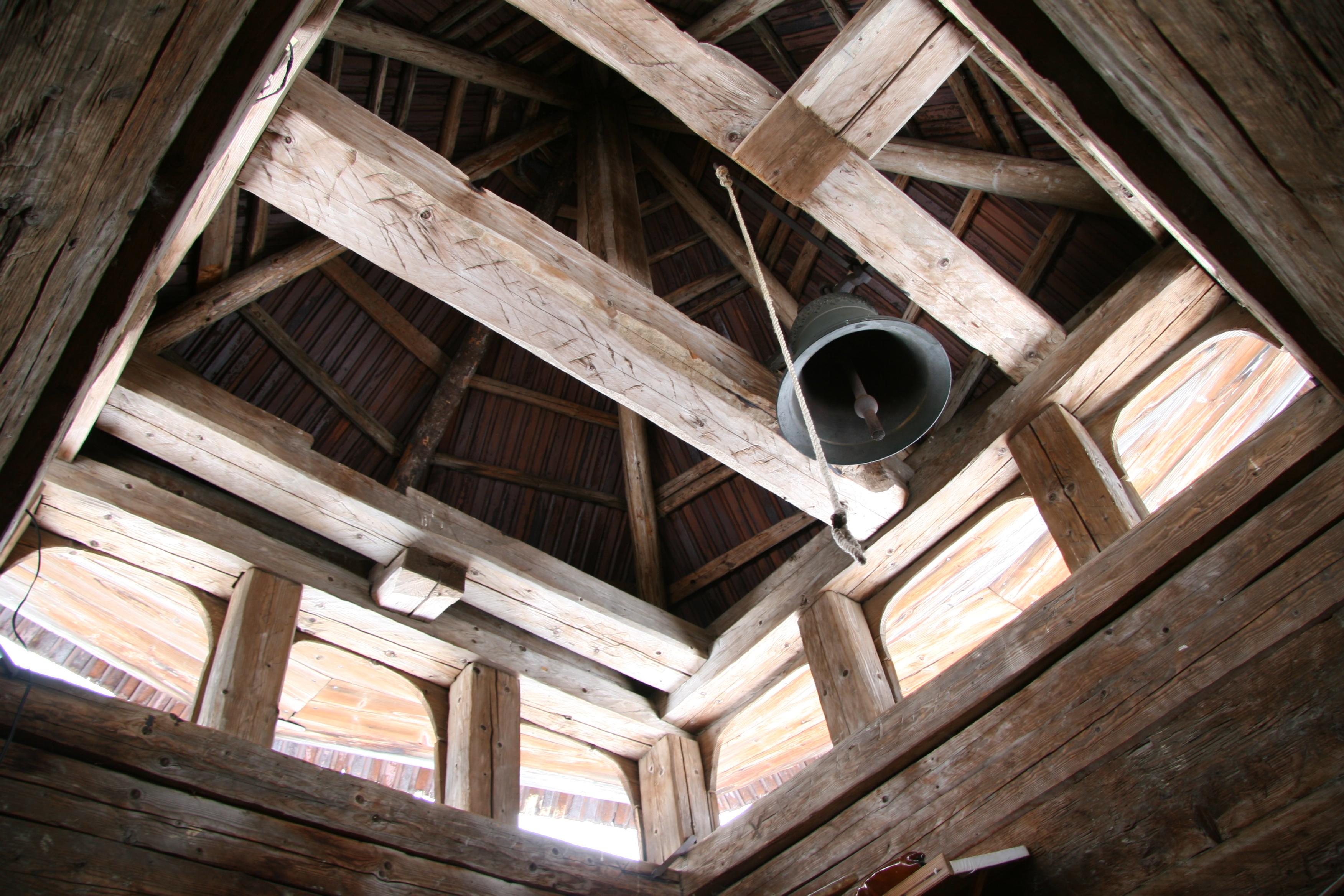
Інтер'єр дзвіниці